# Нинхёйс, Леонард
Леонард Нинхёйс (нидерл. Leonard Nienhuis; родился 16 марта 1990, Гронинген, Нидерланды) — нидерландский футболист, вратарь.

## Клубная карьера
Леонард родился в Гронингене, но заниматься стал в клубе «Камбюр», затем, правда, вернулся в «Гронинген», где прошел путь от молодёжного до заявки в основной состав, за который, правда так и не сыграл. Пробыв в аренде в двух клубах: «Вендам» и «Камбюр», решил остаться в последнем, и покинул «Гронинген», спустя 4 года. 